# آگاتونس آیکاوادیس
آگاتونس آیکاوادیس (به انگلیسی: Agathonas Iakovidis) (زاده ۱۱ ژانویه ۱۹۵۵–۵ اوت ۲۰۲۰) خواننده یونانی است.
او در مسابقه آواز یوروویژن ۲۰۱۳ به همراه کوزا موسترا نماینده یونان بود.